# 여신동광
《여신동광》(与晨同光)은 2020년 방송되었던 중국의 드라마이다.

## 소개
- 화재로 동생을 잃고 약혼자의 배신과 많은 빚까지 지게 된 주인공이 어려운 환경을 딛고 성장해가는 모습을 그린 드라마

## 등장 인물
- 쑨이 - 여초요 역
- 바이징팅 - 이락서 역
- 주자치 (朱嘉琦) - 한자묵 역
- 설호정 (薛昊婧) - 단단 역
- 하양 (夏阳) - 우사일 역
- 양모 (杨玥) - 임우 역
- 자오페이린 - 이길 역
- 종위윤 (钟伟伦) - 화양 역
- 혁뢰 (赫雷) - 상대악 역
- 종기준 (钟奇峻) - 장우 역
- 진재호 (陈梓豪) - 장지원 역